# Bataille de Brienne
Pour les articles homonymes, voir Brienne.
Sixième Coalition
Batailles
Campagne de Russie (1812)
- Liste des batailles
- Mir
- Moguilev
- Ostrovno
- Vitebsk
- Kliastitsy
- Smolensk
- 1re Polotsk
- Valoutina Gora
- Moskova
- Moscou
- Winkowo
- 2e Polotsk
- Maloïaroslavets
- Gorodnia
- Czaśniki
- Viazma
- Smoliani
- Krasnoï
- Bérézina

Campagne d'Allemagne (1813)
- Dantzig
- Lunebourg
- Möckern
- Lützen
- Bautzen
- Reichenbach
- Haynau
- Luckau
- Hoyerswerda
- Lauenbourg
- Goldberg
- Gross Beeren
- Katzbach
- Dresde
- Kulm
- Dennewitz
- Peterswalde
- Liebertwolkwitz
- Leipzig
- Hanau
- Sehested
- Torgau
- Hambourg

Campagne de France (1814)
- Sainte-Croix-en-Plaine
- Besançon
- Mayence
- Metz
- Saint-Avold
- 1re Saint-Dizier
- Brienne
- La Rothière
- Campagne des Six-Jours (Champaubert
- Montmirail
- Château-Thierry
- Vauchamps)
- Mormant
- Montereau
- Bar-sur-Aube
- Saint-Julien
- Laubressel
- Berry-au-Bac
- Craonne
- Coutures
- Laon
- Soissons
- Mâcon
- Reims
- Saint-Georges-de-Reneins
- Limonest
- Arcis-sur-Aube
- Fère-Champenoise
- 2e Saint-Dizier
- Meaux
- Claye
- Villeparisis
- Paris

- Feistritz
- Caldiero (en)
- Trieste
- Mincio

- Hoogstraten (de)
- Anvers
- Berg-op-Zoom
- Courtrai

La bataille de Brienne-le-Château (Aube) eut lieu le 29 janvier 1814 lors de la campagne de France et vit la victoire de l'armée française de Napoléon Ier sur les troupes prussiennes du général Blücher.

## Contexte
Après son offensive le 27 janvier sur Saint-Dizier, le choc espéré par Napoléon avec l'armée de Silésie du maréchal Blücher a obtenu que cette force soit divisée. Malgré le voisinage de l'armée de Bohême de Schwarzenberg, il décide de se lancer à la poursuite de Blücher afin de l'intercepter au moment de sa tentative de passage de l'Aube pour rejoindre son allié, mais le lieutenant-colonel Bernard, chargé par Berthier de porter les ordres à Mortier, est pris par les cosaques. Blücher mis au courant des plans de Napoléon, se replie sur Brienne : l'effet de surprise est manqué.

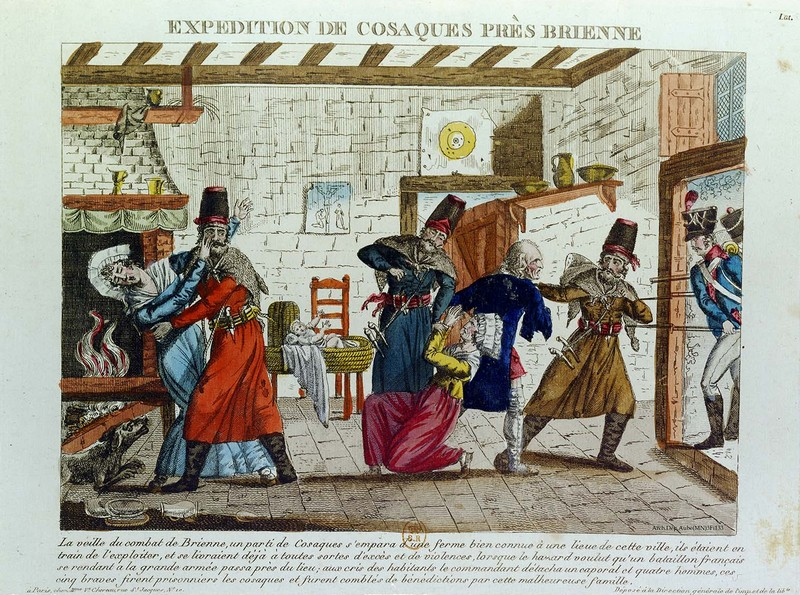

## La bataille

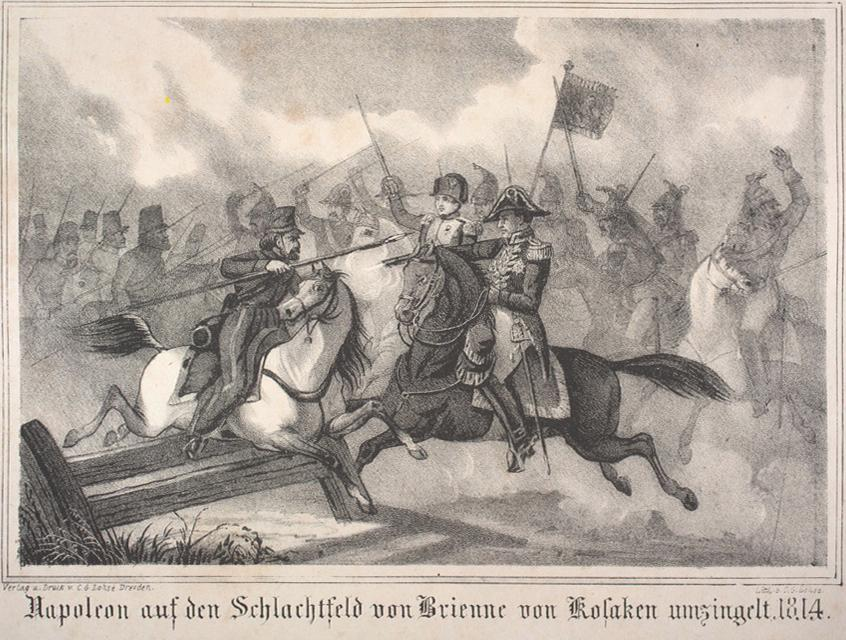
illustration allemande de bataille de Brienne 28 janvier 1814

Le 29 janvier l'attaque française se fait en trois colonnes dont une seule, dirigée sur le château, réussit et peut prendre pied dans la ville même, mais un vigoureux retour offensif des corps russes de Fabian Gottlieb von Osten-Sacken et Zakhar Dmitrievitch Olsoufiev l'en déloge. Après un combat de nuit acharné, les forces de Napoléon conservent le château.
La situation pourrait devenir critique si les Alliés, recevant des renforts, recommençaient la lutte le lendemain, mais Blücher a hâte de faire sa jonction avec l'armée de Bohême et se replie, au milieu de la nuit, dans la direction de Trannes.

## Anecdotes
Au cours de la bataille, Gourgaud sauve la vie de Napoléon en tirant un coup de feu sur un cosaque qui allait transpercer l'Empereur de sa lance.
De 1779 à 1784, Napoléon Bonaparte était élève à l'école militaire de Brienne-le-Château. Il s'y retrouve donc trente ans après, dans des conditions bien différentes.